# Enerum
Enerum er en dansk dokumentarfilm fra 1993, der er instrueret af Niels Arden Oplev. Filmen indgår også i antologien Ritualer.

## Handling
Det Kongelige Teater. Skuespillere, sangere, balletdansere - mennesker gør sig klar til at gå på scenen for at præstere. Tankerne, ritualerne, overtroen. Sminkningen og påklædningen. Om at turde. Et stemningsbillede af kunstens menneskelige ansigt og en følelse af det ubeskrivelige.